# Peter Neerup Buhl
 Der er flere personer med dette navn, se Peter Buhl.
Peter Neerup Buhl (født 4. marts 1968) er cand.mag., forfatter og debattør, specielt udi emnet indvandring. Han arbejder med oversættelse og tekstning af film.
Peter Neerup Buhl var ledelsesmedlem i Danskernes Parti 2015-2017, er mangeårigt medlem af Den Danske Forening og har skrevet i foreningens medlemsblad Danskeren siden 1989. Han var styrelsesmedlem i perioden 1993-2001. Han har været folketingskandidat samt kandidat til Borgerrepræsentationen for Fremskridtspartiet i 2001. Peter Neerup Buhl blev af Højesteret den 3. december 2003 dømt for overtrædelse af racismeparagraffen (straffelovens § 266 b) for at have krævet, at muslimer blev samlet i koncentrationslejre og udsendt af landet.
I perioden 1990-2011 var Buhl en flittig skribent i Tidehverv. Han har også skrevet biografier over kendte danskere: C.E. Frijs, H.J. Hansen, Gudmund Schütte og Thorkild Gravlund, desuden bl.a. bøgerne "Kampen mod grænserne", bind I-II (1998-1999), "Retssagen mod Islamlobbyen" (1999, sammen med Mogens Glistrup), "Grundtvig og nutidens kamp for Danmark" (2000), "Menneskerettigheder i konflikt" (2001), "Bag forskningens facade" (2005), ”Fædreland eller beboet område? 100 epistler mod Danmarks islamisering og for repatriering” (2011) og "Liberalfascismen - den sejrrige kulturmarxismes politiske udtryk" (2018).
Som amatørentomolog har Buhl skrevet omkring 150 artikler, bl.a. beskrivelser af ca. 1000 nye arter af snyltehvepse fra hele verden.
I perioden 2013-2015 var Buhl redaktør af internetavisen Nationaldemokraten.
I dag skriver han artikler for netmediet Frihedens Stemme, som har en stærk tilknytning til Stram Kurs . I februar 2021 blev han vicepartileder i dette parti. 